# Jacques Oudin
Jacques Oudin (7 de outubro de 1939 - 21 de março de 2020) foi um político francês.

## Biografia
Foi membro do Senado da França de 1986 a 2004, representando o departamento de Vendée. Jacques Oudin é graduado pela HEC Paris, Sciences Po e ENA.
Oudin morreu no dia 21 de março de 2020 de COVID-19, aos 80 anos.
- Cavaleiro da Legião de Honra
- Oficial da Ordre National du Mérite (2009)
- Cavaleiro da Ordem do Mérito Agrícola
- Cavaleiro da Ordem das Palmas Académicas